# 大神全雄
大神 全雄（おおみわ の またお）は、平安時代前期の貴族。姓は真神田朝臣のち大神朝臣。贈内小紫・三輪子首の玄孫。左少史・真神田吉成の子とする系図がある。官位は従五位下・勘解由次官。

## 経歴
左大史在職中の貞観4年（862年）弟の良臣と共に真神田朝臣から大神朝臣に改姓する。貞観5年（863年）外従五位下に叙せられる一方、備後介に任ぜられて地方官に転じる。翌貞観6年（864年）但馬介と引き続き地方官を務め、貞観8年（866年）には内位の従五位下に叙爵する。貞観10年（868年）勘解由次官に任ぜられ、京官に復している。

## 官歴
『日本三代実録』による。
- 時期不詳：正六位上。左大史
- 貞観4年（862年） 3月1日：真神田朝臣から大神朝臣に改姓
- 貞観5年（863年） 正月7日：外従五位下。2月10日：備後介
- 貞観6年（864年） 3月8日：但馬介
- 貞観8年（866年） 正月8日：従五位下（内位）
- 貞観10年（868年） 2月17日：勘解由次官

## 系譜
- 父：真神田吉成[1]
- 母：不詳
- 生母不明の子女
  - 男子：大神経言[2]
  - 男子：大神斉言[2]